# Cédric Van Branteghem
Cédric Marie Carlos Thérèse Van Branteghem  (* 13. března 1979 Gent) je belgický atlet, sprinter, jehož specializací je běh na 400 metrů.
V roce 2002 na mistrovství Evropy v Mnichově doběhl ve finále na šestém místě. Na světové letní univerziádě 2005 v tureckém İzmiru skončil čtvrtý. Reprezentoval na letních olympijských hrách v Athénách 2004 a v Pekingu 2008. Na mistrovství světa v Berlíně 2009 skončil s belgickou štafetou ve finále na čtvrtém místě.
V roce 2010 na halovém MS v katarském Dauhá získal stříbrnou medaili ve štafetě na 4 × 400 metrů. Kvarteto ve složení Cédric van Branteghem, Kévin Borlée, Antoine Gillet a Jonathan Borlée zde zaběhlo trať v čase 3:06,94 a nestačilo jen na americké kvarteto, které bylo o více než tři sekundy rychlejší. 